# Alfabet aramejski
Alfabet aramejski – jeden z najstarszych alfabetów, wykazuje znaczne podobieństwo z alfabetem fenickim. Był alfabetem spółgłoskowym (abdżadem). Prawdopodobnie od niego wywodzą się współczesne alfabety: hebrajski, arabski, indyjskie i staroturecki. Alfabet aramejski służył w starożytności do zapisu języka aramejskiego (współcześnie język aramejski korzysta z alfabetu syryjskiego lub hebrajskiego). 
| Nazwa litery | Wygląd litery | Odpowiednik w hebrajskim | Odpowiednik w syryjskim | Wymowa                  |
| ------------ | ------------- | ------------------------ | ----------------------- | ----------------------- |
| Alef         |               | א                        | ܐ                       | zwarcie krtaniowe; ā, ē |
| Bet          |               | ב                        | ܒ                       | b, w                    |
| Gimel        |               | ג                        | ܓ                       | g                       |
| Dalet        |               | ד                        | ܕ                       | d                       |
| Hej          |               | ה                        | ܗ                       | h, bezdźwięczne         |
| Waw          |               | ו                        | ܘ                       | w; ō, ū                 |
| Zajin        |               | ז                        | ܙ                       | z                       |
| Chet         |               | ח                        | ܚ                       | [ħ]                     |
| Tet          |               | ט                        | ܛ                       | emfatyczne [tˁ]         |
| Jod          |               | י                        | ܝ                       | j; ī, ē                 |
| Kaf          |               | ך / כ                    | ܟ                       | k                       |
| Lamed        |               | ל                        | ܠ                       | l                       |
| Mem          |               | ם / מ                    | ܡ                       | m                       |
| Nun          |               | ן / נ                    | ܢ                       | n                       |
| Samech       |               | ס                        | ܤ                       | s                       |
| Ajin         |               | ע                        | ܥ                       | bezdźwięczne            |
| Pe           |               | ף / פ                    | ܦ                       | p, f                    |
| Cade         | ,             | ץ / צ                    | ܨ                       | emfatyczne s            |
| Kof          |               | ק                        | ܩ                       | k, q                    |
| Resz         |               | ר                        | ܪ                       | r                       |
| Szin         |               | ש                        | ܫ                       | š                       |
| Taw          |               | ת                        | ܬ                       | t, t                    |